# Ni (personligt pronomen)
Ni är ett personligt pronomen i andra person pluralis inom svenska språket.

## Historia
Ni utvecklades från "I", där föregående plurala verbändelse -n så småningom smälte samman med pronomenet. År 1875 genomfördes Ni-reformen, en ambition att få tilltal med titlar ersatta med pronomenet Ni. Före den så kallade du-reformen under sent 1960-tal/tidigt 1970-tal var därför ni eller Ni (eller dialektalt I) i vissa delar av Sverige och i vissa sociala sammanhang det vanliga tilltalsordet, även i singularis till främmande personer som man inte kände till titeln på. 
Störst genomslag fick Ni i studentkretsar och i konversation mellan unga människor av olika kön. Ni användes dock främst av den som hade högre social status, gentemot den som hade lägre social status. Användandet av ni har efter du-reformen haft olika status i Sverige. Möjligen inspirerat av språk som tyska och franska där man niar personer man inte känner så väl, har niandet åter blivit vanligare på 2000-talet och används av vissa i ett försök att vara artig, även om det av andra ses som motsatsen.